# ネッド・ルーク
ネッド・ルーク（Ned Luke 1958年10月4日 - ）は、アメリカ合衆国の俳優である。
2013年にロックスター・ゲームスから発売された『グランド・セフト・オートV』の主人公のマイケル・デサンタ役として世界的に知られている。

## 概要
ネッド・ルークは1958年10月4日にアメリカ合衆国のイリノイ州ダンビルに生まれた。ネッドの母方の祖父は俳優のポール・バーチである。
ネッドは1977年にダンビル高校を卒業し、イリノイ大学へ進学した。また、4人の兄弟がいる。
2013年、ロックスター・ゲームスから発売された『グランド・セフト・オートV』のマイケル・デサンタ役によって、世界的に名を知られることになった。その後も数々のCMやドラマ、テレビに出演している。

## 作品

### ゲーム
- グランド・セフト・オートV
- レッド・デッド・リデンプション2